# 520
Il 520 (DXX in numeri romani) è un anno bisestile del VI secolo.

## Eventi
- Fu completata la chiesa di Hagia Sophia

## Nati
- San Florido, vescovo italiano († 599)
- Papa Pelagio II, papa e vescovo romano († 590)
- Sushun, imperatore giapponese († 592)

## Morti
- 19 gennaio - Giovanni II di Cappadocia, arcivescovo bizantino
- 27 novembre - Cungar di Ceredigion, vescovo gallese
- 15 dicembre - Massimino di Micy, religioso e abate franco
- Antonio di Lerino, monaco cristiano e santo tedesco
- Vitaliano, politico e militare goto